# Don't take away the music
Don’t take away the music is een single van Tavares. Het is afkomstig van het album Sky-high!. Tavares had eerder hits in de Verenigde Staten en Canada. Dit was het tweede plaatje dat aansloeg in Europa. Haalde hun vorige hit nog diverse eerste plaatsen, Don’t take away the music scoorde wat minder. In 1985 verscheen plaatselijk een remix van het nummer door Ben Liebrand in de hitparades.

## Hitnotering
In de Billboard Hot 100 haalde het de 34e plaats. In het Verenigd Koninkrijk topte het op plaats vier in tien weken notering.

### Nederlandse Top 40
| Positie: | 24 | 12 | 6 | 3 | 3 | 6 | 10 | 24 | 31 | 39 | uit |

### NederlandseDaverende 30
| Positie: | 19 | 9 | 8 | 5 | 5 | 6 | 17 | uit |

### BelgischeBRT Top 30
| Positie: | 21 | 13 | 8 | 5 | 4 | 4 | 5 | 9 | 15 | 26 | uit |

### VlaamseUltratop 30
| Positie: | 20 | 11 | 7 | 4 | 4 | 5 | 6 | 9 | 14 | 22 | uit |

### NPO Radio 2 Top 2000
Don't Take Away the Music stond alleen in 2000 in de NPO Radio 2 Top 2000, op plek 1880.